# Cílon
Cílon era um ambicioso nobre ateniense, genro do tirano de Mégara, Teágenes, que veio a ser nomeado arconte e pensou que poderia aplicar o mesmo sistema político em sua cidade Atenas. Então, em 632 a.C. tentou um golpe, tomando a Acrópole com a ajuda de soldados de Mégara e outros aristocratas atenienses. O Arconte Mégacles chamou às armas o povo ateniense, que opôs resistência maciça aos invasores.
Cílon e seus companheiros tiveram que se render e foram massacrados no templo de Atenas, por ordem de Mégacles, chefe da família Alcmeónidas, o qual desprezou o caráter sagrado da Acrópole. O sacrilégio lançou uma maldição sobre ele e sua família, que foram banidos de Atenas.